# Дуарте, Оскар
О́скар Эса́у Дуа́рте Гайта́н (исп. Óscar Esau Duarte Gaitan; род. 3 июня 1989[…], Катарина, Масая) — коста-риканский футболист, защитник клуба «Аль-Вахда (Мекка)» и сборной Коста-Рики.

## Биография
Родился в государстве Никарагуа, вскоре перебрался в соседнюю Коста-Рику, где начал играть в футбол. В 19 лет футболист заключил контракт с одним из самых титулованным клубом страны «Депортиво Саприсса». В нём он выступал в течение 5 лет. Лишь в 2010 году защитник ненадолго уходил в аренду в «Пунтаренас».
В 2013 году Дуарте перебрался в Европу, заключив контракт с бельгийским «Брюгге».
В январе 2016 года Дуарте за 1,5 млн евро перешёл в «Эспаньол» и подписал с испанским клубом контракт на четыре года.
Оскар Дуарте выступает за сборную Коста-Рики с 2010 года.
Голы за сборную Коста-Рики
| N. | Дата            | Место                                          | Соперник         | Гол | Счёт | Соревнование       |
| -- | --------------- | ---------------------------------------------- | ---------------- | --- | ---- | ------------------ |
| 1. | 14 июня 2014    | Кастелан, Форталеза, Бразилия                  | Уругвай          | 2:1 | 3:1  | ЧМ-2014 (группа D) |
| 2. | 14 октября 2014 | Сеул Уорлд Кап Стэдиум, Сеул, Республика Корея | Республика Корея | 3:1 | 3:1  | Товарищеский матч  |

## Достижения
«Депортиво Саприсса»
- Чемпион Коста-Рики — Апертура 2008/09, Клаусура 2009/10

«Брюгге»
- Обладатель Кубка Бельгии — 2014/15